# Walter Paulus
Walter Paulus (* 3. März 1953 in Monschau) ist ein deutscher Neurologe und klinischer Neurophysiologe. Seit 1992 ist er Direktor der Klinik für Klinische Neurophysiologie der Universitätsmedizin Göttingen. Seit 2018 ist er Präsident der International Federation of Clinical Neurophysiology ‚Internationale Föderation für Klinische Neurophysiologie‘ (IFCN).

## Leben
Walter Paulus besuchte das Einhard-Gymnasium in Aachen. Er studierte von 1972 bis 1978 Humanmedizin an der Universität Düsseldorf und promovierte 1978 ebendort (summa cum laude). Die Facharztweiterbildung erfolgte an der Neurologischen Universitätsklinik in Düsseldorf sowie 1980 am National Hospital for Neurology and Neurosurgery in London. Von 1982 bis 1984 arbeitete er am Alfried Krupp Krankenhaus in Essen und wechselte 1984 an die Neurologische Universitätsklinik der LMU München in Großhadern. 1987 wurde er im Fachgebiet Neurologie und klinische Neurophysiologie habilitiert.
1992 nahm er den Ruf auf die Professur für Klinische Neurophysiologie an der Universitätsmedizin Göttingen an.
Von 1998 bis 1999 war er Präsident der DGKN, von 2014 bis 2018 Chairman des European Chapters der International Federation of Clinical Neurophysiology (IFCN). Von 2018 bis 2022 war er Präsident der IFCN. Seit 2016 ist er Mitglied des Stiftungsausschusses der Universitätsmedizin Göttingen und des Stiftungsrates der Universität Göttingen.
Wissenschaftlich hat er sich im Rahmen seiner Promotion mit Farbwahrnehmung, retinalen Farbverschaltungsmodellen und Neurophysiologie der humanen Farbwahrnehmung beschäftigt. Die Habilitation erfolgte über visuelle Standstabilisation. Seit 1995 liegt der wissenschaftliche Schwerpunkt auf der humanen Neuroplastizitätsforschung. Paulus war beteiligt an der Einführung neuer Hirnstimulationsmethoden wie transkranielle Gleichstromstimulation (tDCS), transkranielle Wechselstromstimulation (tACS) und transkranielle Rauschstimulation (tRNS). Er hat verschiedene Forschungsverbünde koordiniert (Internationales Graduiertenkolleg der DFG; Marie-Curie-Training der Europäischen Kommission; Volkswagenstiftung; dopaminerge Stammzellen, BMBF) und Drittmittel erhalten von DFG, BMBF, Rose-Stiftung, Migraine Research Foundation, Deutsche RLS-Vereinigung, Niedersachsen-Israel-Kooperationsprogramm u. a.
Er wird unter den 1 % meistzitierten Wissenschaftlern gelistet, mehr als 650 Publikation und mehr als 40.000 Zitationen im Web of Science und 57.000 in Google Scholar.
Paulus ist verheiratet und hat zwei Kinder.

## Ehrungen
- 1978/1979: Preis für die beste Doktorarbeit der Universität Düsseldorf
- 2016: Hans-Berger-Preis für Lebenswerk in Klinischer Neurophysiologie